# Kazimierz Andrzej Jaworski

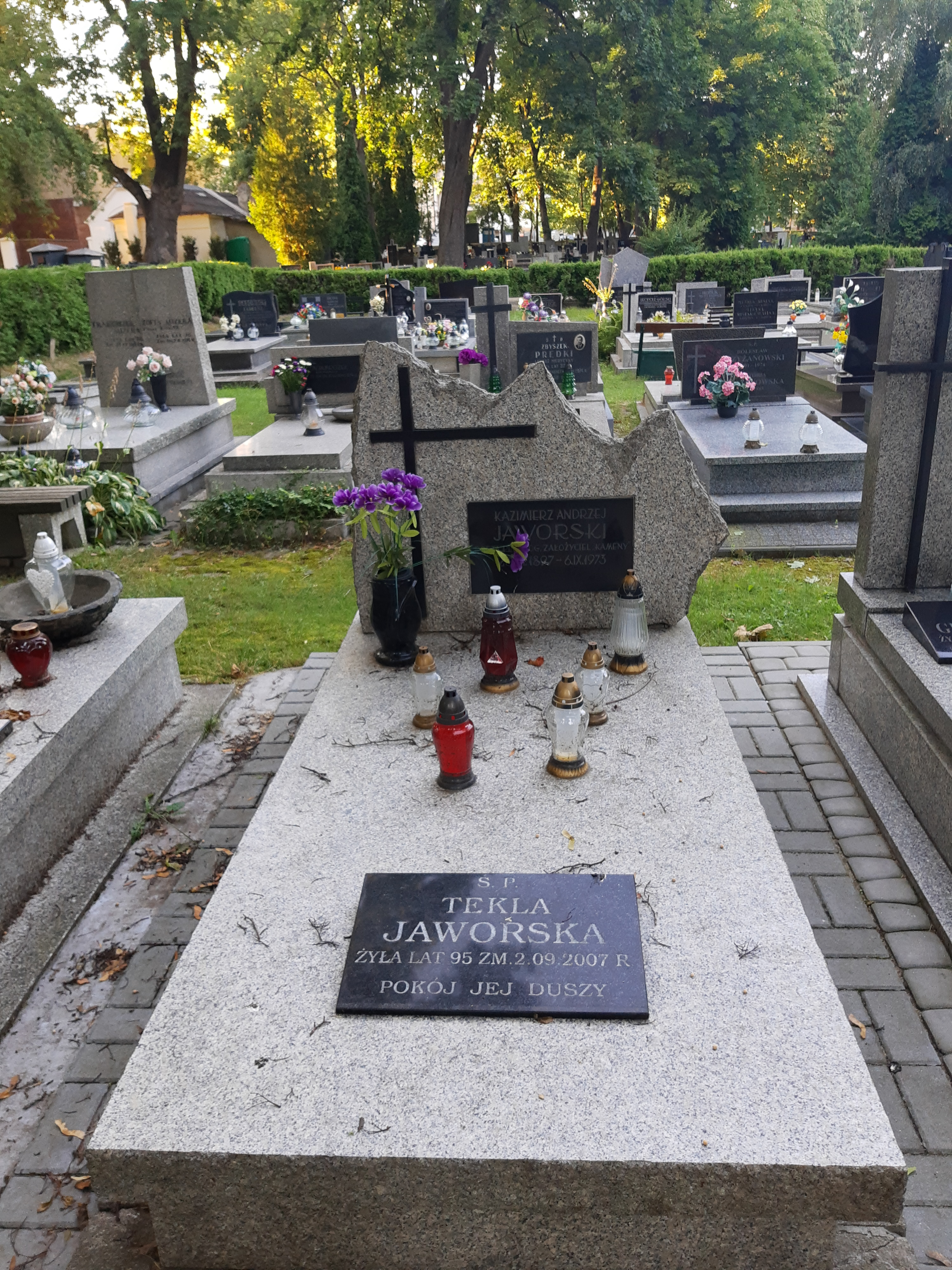
Grabmal auf dem Lipowa-Friedhof

Kazimierz Andrzej Jaworski (* 1897 in Siedliszcze, Weichselland, Russland; † 1973 in Lublin, Volksrepublik Polen) war ein polnischer Dichter, Übersetzer und Verleger der Zeit des Zweiten Weltkriegs sowie Sachsenhausen-Überlebender.

## Leben
Jaworski wurde mit seiner Mutter nach Charkiw deportiert. Dort begann er Medizin zu studieren. Während des Ersten Weltkriegs lernte er dort Leopold Staff kennen, der sein Interesse für Poesie weckte. Nach Kriegsende kehrte er 1919 in die Zweite Polnische Republik zurück und ließ sich in Chełm nieder. Er brach sein Medizinstudium ab und studierte Polonistik an der Katholischen Universität Lublin und der Warschauer Universität. Sein literarisches Debüt feierte er 1920 in der Lubliner Wochenschrift Dzień Polski. 1921 nahm er als Freiwilliger an dem Polnisch-Sowjetischen Krieg teil.
Nach dem Krieg arbeitete er als Polnischlehrer. 1933 gründete er mit Zenon Waśniewski die Literatenzeitschrift Kamena. Für die Zusammenarbeit bei Kamena konnte er Bruno Schulz, Czesław Miłosz, Władysław Broniewski, Tadeusz Bocheński und Julian Tuwim gewinnen. Nach dem deutschen Überfall auf Polen ging er in den Untergrund, wurde jedoch von der Gestapo verhaftet und wurde im Schloss Lublin und im KZ Sachsenhausen inhaftiert. Nach dem Krieg ließ er sich in Lublin nieder, wo er erneut publizierte und seine Hafterfahrung verarbeitete. Zudem übersetze er russische und tschechische Poesie. Er legte die Kamena neu auf. In den 1960er Jahren schrieb er seine Memoiren. Seine Schriften wurden in dem Verlag Wydawnictwo Lubelskie veröffentlicht. Er wurde auf dem Lipowa-Friedhof beigesetzt.